# Brfxxccxxmnpcccclllmmnprxvclmnckssqlbb11116
Brfxxccxxmnpcccclllmmnprxvclmnckssqlbb11116 (pronunțat Albin) a fost un prenume dat unui copil născut în anul 1991 în Suedia.
Părinții copilului plănuiau să nu îi dea vreodată un nume legal, în semn de protest  față de legea referitoare la nume din Suedia (Namnlag (1982:670)), care prevede:
„Prenumele nu pot fi aprobate dacă ofensează sau dacă se presupune că ar cauza neplăceri pentru cei care le poartă, sau numele care pentru un motiv evident nu sunt potrivite pentru un prenume.”